# Integritatea ecosistemului
Integritatea ecosistemului reprezintă integritatea proceselor biologice, ce decurg într-un ecosistem, sau integriatea fizică a organismelor, ce fac parte dintr-un ecosistem.